# Football Club Stade Nyonnais
O Football Club Stade Nyonnais é um clube de futebol com sede em Nyon, Suíça. A equipe compete na Swiss Promotion League.

## História
O clube foi fundado em 1905. 